# Vänersborgs högre allmänna läroverk
Vänersborgs högre allmänna läroverk var ett läroverk i Vänersborg verksamt från 1858 till 1968.

## Historia
Skolan har sitt ursprung i en stadsskola från början av 1600-talet i staden Brätte, vilken flyttades till Vänersborg 1642. 1839 blev den lägre lärdomsskolan ombildad till en högre fullständig på tre till fyra klasser, och en ny skolbyggnad blev färdig 1844. 1858 blev skolan ett högre elementarläroverk som 1879 blev Vänersborgs högre allmänna läroverk. Skolan kommunaliserades 1966 och namnändrades därefter till Huvudnässkolan, där gymnasiedelen bröts ut till en nya skola, Birger Sjöberggymnasiet 1969. Studentexamen gavs från 1864 till 1968 och realexamen från 1907 till 1968.
Den äldre skolbyggande ersattes 1963 av Huvudnässkolan, ritad av Åke Wahlberg. Skolbyggnaden revs senare 2012.